# Axel Cadier
Pour les articles homonymes, voir Cadier.
Axel Vilhelm Teodor Cadier est un lutteur suédois né le 13 septembre 1906 à Varberg et mort le 29 octobre 1974 à Göteborg.

## Palmarès

### Jeux olympiques
- Médaille d'or en lutte gréco-romaine dans la catégorie des moins de 87 kg en 1936 à Berlin
- Médaille de bronze en lutte gréco-romaine dans la catégorie des moins de 79 kg en 1932 à Los Angeles

### Championnats d'Europe
- Médaille d'or en lutte gréco-romaine dans la catégorie des moins de 87 kg en 1938 à Tallinn
- Médaille d'or en lutte libre dans la catégorie des moins de 87 kg en 1937 à Munich
- Médaille d'or en lutte gréco-romaine dans la catégorie des moins de 87 kg en 1935 à Copenhague
- Médaille d'or en lutte gréco-romaine dans la catégorie des moins de 79 kg en 1933 à Helsinki
- Médaille d'argent en lutte libre dans la catégorie des moins de 87 kg en 1935 à Bruxelles